# 林沈默
林沈默（1959年2月22日—），本名林承謨。雲林縣斗六市人。中國文化大學企管系畢業。曾擔任《八掌溪》、《掌握》、《漢廣》等社刊及蕃薯詩社的成員，也曾任《時報新聞周刊》的編輯主任。投入不少心力寫作鄉土唸謠與政治諷刺詩，著有台語詩集《林沈默台語詩選》、台語唸謠《新編台中縣地方唸謠》、《月啊月芎蕉》，以及華語詩集、小說集各一冊。曾經榮獲全國優秀青年詩人獎、吳濁流文學獎 。

## 資料來源及註解
1. ↑  方耀乾/著，《台語文學史簡冊：台語文學的起源與發展》，自費出版，2005年，頁24。
2. ↑  林央敏/著，《台語詩一世紀》，前衛出版社，2005年，頁192。

## 外部連結
- 台灣作家作品目錄資料庫——林沈默 （页面存档备份，存于）